# Liste der Einträge im National Register of Historic Places im Douglas County (Illinois)

Lage des Douglas County in Illinois

Die Liste der Einträge im National Register of Historic Places im Douglas County in Illinois führt alle Bauwerke und historischen Stätten im Douglas County auf, die in das National Register of Historic Places aufgenommen wurden.

## Aktuelle Einträge
| [ 2 ] | Name                           | Bild                           | Eintragsdatum        | Lage                                               | Ort    | Beschreibung |
| ----- | ------------------------------ | ------------------------------ | -------------------- | -------------------------------------------------- | ------ | ------------ |
| 1     | Arcola Carnegie Public Library | Arcola Carnegie Public Library | 2002 ID-Nr. 02000459 | 407 East Main Street 39° 41′ 10″ N, 88° 18′ 11″ W  | Arcola |              |
| 2     | Streibich Blacksmith Shop      | Streibich Blacksmith Shop      | 1991 ID-Nr. 91000086 | 1 North Howard Street 39° 47′ 53″ N, 87° 58′ 16″ W | Newman |              |

## Frühere Einträge
| [ 2 ] | Name                    | Bild | Eintragsdatum        | Lage                    | Ort    | Beschreibung                     |
| ----- | ----------------------- | ---- | -------------------- | ----------------------- | ------ | -------------------------------- |
| 1     | John McCarty Round Barn |      | 1982 ID-Nr. 82000394 | Nordwestlich von Filson | Filson | 1995 aus dem Register gestrichen |